# Manawatu (rzeka)
Manawatu – rzeka w Nowej Zelandii, na Wyspie Północnej. Ma 160 km długości. Źródło rzeki znajduje się w paśmie górskim Ruahine, na północ od miejscowości Norsewood. Płynie w kierunku południowo-zachodnim, uchodzi do Cieśniny Cooka na północny wschód od Wellington. Główne dopływy rzeki to Mangatainoka, Tiraumea oraz Mangahao. Nad rzeką położone są miasta Dannevirke, Woodville, Palmerston North i Foxton. Nazwa rzeki pochodzi z języka maoryskiego i oznacza w dosłownym tłumaczeniu „Zatrzymane serce” lub „Przygnębiony duch”. Została nadana według legendy przez tohungę Haupipi-a-Nanaia podczas podróży w dół zachodniego wybrzeża w pościgu za żoną Wairaką, która uciekła z innym mężczyzną. Gdy dotarł do szerokiej rzeki, Haupipi-a-Nanaia poczuł się przygnębiony na myśl o konieczności jej przekroczenia.